# Giovanni Riccioli

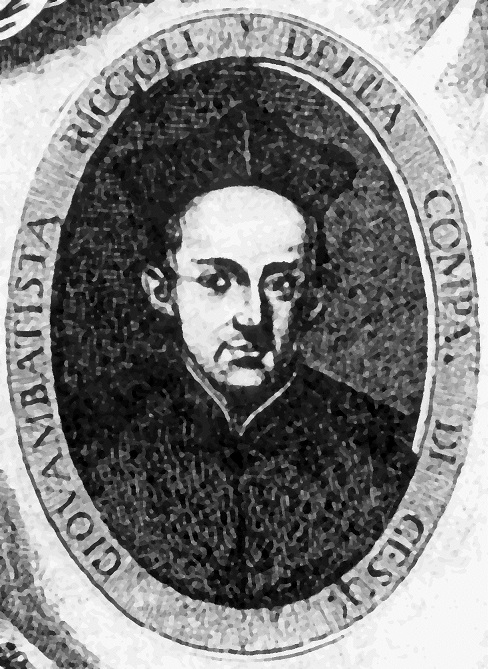

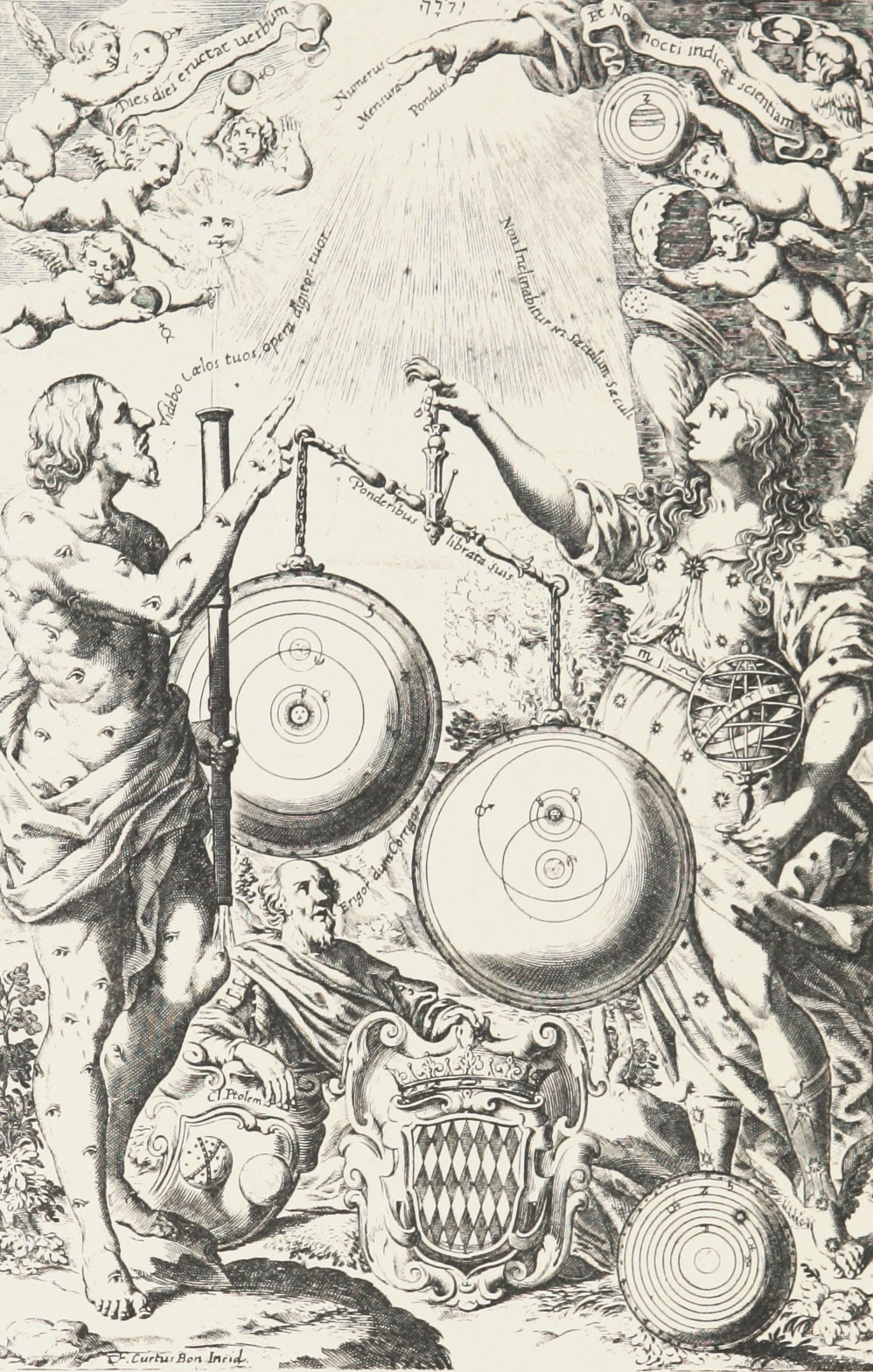
Frontispiz des Almagestum novum
Die heliozentrische Theorie von Kopernikus wird für zu leicht befunden gegenüber Ricciolis Modell, in dem der Mond, die Sonne, Jupiter und Saturn die Erde umkreisen und Merkur, Venus und Mars die Sonne.

Giovanni Battista Riccioli oder Giambattista Riccioli, latinisiert Johannes Baptista Ricciolus (* 17. April 1598 in Ferrara; † 25. Juni 1671 in Bologna), war ein italienischer Priester (seit 1614 Jesuit) und Astronom. Bevor er sich ganz der Astronomie zuwandte, lehrte er viele Jahre an den Universitäten von Parma und Bologna Philosophie und Theologie.
Als Astronom war er einer der Pioniere der Selenografie, die später seine Nomenklatur der Mondkrater und -meere großteils übernahm. In seinem Neuen Almagest stellte er der Heliozentrik das Tychonische Weltsystem gegenüber.

## Theologe und Astronom
Giovanni Riccioli war im Gefolge von Aristoteles und Ptolemäus ein Verfechter des geozentrischen Weltbilds, in dem die kugelförmige Erde im Zentrum des Universums von allen Himmelskörpern, wie Sonne, Mond, und Planeten, auf konzentrischen Kreisbahnen umrundet wird.
Wie viele andere Astronomen seiner Zeit versuchte auch Riccioli Beweise gegen das von Nikolaus Kopernikus, Johannes Kepler und Galileo Galilei postulierte heliozentrische Weltbild zu finden, hielt es aber ausdrücklich nicht für eine Häresie. In seinem mehrbändigen Werk Almagestum novum astronomiam ... von 1651 benutzte er sogar Galileis Fallgesetze und Versuche als Beweis, dass die Erde nicht rotiert und das Tychonische Weltbild physikalisch und theologisch das plausiblere sei. Ob er damit die beiden Dekrete der Päpste Paul V. (1616) und Urban VIII. (1633) gegen das kopernikanische Weltbild stützen wollte, ist nicht erwiesen.
Noch heute ist der Neue Almagest bekannt durch die veröffentlichte Mondkarte. Die Kartierung des Mondes basierte auf Beobachtungen mit dem Teleskop, die er und sein Assistent Francesco Maria Grimaldi machten. Vielen Formationen gab Riccioli Namen, die noch heute gültig sind. So wurden von ihm markante Mondkrater nach berühmten Astronomen, Wissenschaftlern und Philosophen benannt, unter anderem auch nach Kopernikus, Kepler und Galilei. Die hellen Bereiche erkannte er richtig als Hochländer und nannte sie „Terrae“ (Plural von lat. terra, Land), während er die dunklen Bereiche (in der Annahme von Wasser) als „Maria“ (Plural von lat. mare, Meer) bezeichnete. Johannes Hevelius hatte in seiner wichtigsten Publikation, der Selenographia sive Lunae Descriptio von 1647, bereits Begriffe wie „Ozean“, „Golf“, „Meer“, „Berg“ eingeführt, um verschiedene lunare Objekte zu kennzeichnen.

## Arbeiten und Entdeckungen
Weit verbreitet ist die Annahme, dass Riccioli der Erste war, der mit Mizar und Alkor im Sternbild Großer Bär einen optischen Doppelstern beschrieb (1650). Jedoch gibt es Indizien, dass diese Konstellation bereits Anfang 1617 von Benedetto Castelli, einem italienischen Naturwissenschaftler und Freund Galileis, entdeckt wurde.
Riccioli entdeckte die Schatten der Jupitermonde auf dem Jupiter. Er machte auch Beobachtungen der Saturn-Ringe, allerdings blieb es Christiaan Huygens vorbehalten, deren wahre Natur zu erkennen und zu beschreiben. Darüber hinaus arbeitete Riccioli an einer Methode zur Messung des Sonnendurchmessers.
Er war zudem ein überzeugter Verfechter des gregorianischen Kalenders.
Die in der Mitte des 17. Jahrhunderts noch häufige Zeitmessung mittels Vergleich mit dem menschlichen Puls sah Ricciolo als zu ungenau an, nachdem er bei seinen Ordensbrüdern Pulsmessungen mit Hilfe eines Sekundenpendels durchgeführt hatte und von 50 bis 85 Schläge pro Minuten schwankende Pulsfrequenzwerte festgestellt hat.

## Namensgeber
Zu Ehren von Giovanni Riccioli wurden zwei Mondstrukturen nach ihm benannt:
- der Riccioli-Krater mit den Koordinaten 3° 18′ Süd / 74° 36′ West und einem mittleren Durchmesser von 139 km; die Benennung erfolgte durch die Internationale Astronomische Union (IAU) im Jahre 1935;
- die Riccioli-Rillen (Rimae Riccioli) mit den Koordinaten 2° 00′ Süd / 74° 00′ West und einem mittleren Durchmesser von 400 km; die Benennung erfolgte durch die IAU im Jahre 1985 nach dem benachbarten Krater.

Am 4. Juli 2021 wurde ein Asteroid nach ihm benannt: (122632) Riccioli.

## Publikationen (Auswahl)

### Astronomie
- Geographicae crucis fabrica et usus ad repraesentandam ... omnem dierum noctiumque ortuum solis et occasum, Bologna 1643;
- Almagestum novum astronomiam veterem novamque complectens observationibus aliorum et propriis novisque theorematibus, problematibus ac tabulis promotam, Bd. I-III, Bologna 1651;
- Geographiae et hydrographiae reformatae libri duodecim, Bologna 1661 (2. Auflage, Venedig 1672);
- Astronomia reformata, Bd. I-II, Bologna 1665;
- Vindiciae calendarii Gregoriani adversus Franciscum Leveram, Bologna 1666;
- Apologia R.P.Io. Bapt. Riccioli Societatis Iesu pro argumento physicomathematico contra systema Copernicanum, Venedig 1669;
- Chronologiae reformatae et ad certas conclusiones redactae tomus primus, Bd. I-III, Bologna 1669;
- Tabula latitudinum et longitudinum, Wien 1689.

### Theologie
- Evangelium unicum Domini nostri Jesu Christi ex verbis ipsis quatuor Evangelistarum conflatum ..., Bologna 1667;
- Immunitas ab errore tam speculativo quam practico definitionum S. Sedis Apostolicae in canonizatione Sanctorum ..., Bologna 1668;
- De distinctionibus entium in Deo et in creaturis tractatus philosophicus ac theologicus, Bologna 1669.